# Prádena de Atienza
Prádena de Atienza è un comune spagnolo di 53 abitanti situato nella comunità autonoma di Castiglia-La Mancia.